# رشادی
رشادی (نام علمی: Arabidopsis) یک جنس از گیاهان خانواده شب‌بویان (Brassicaceae) است.
آرابیدوپسیس تالیانا یکی از گونه‌های این جنس است که به عنوان یک گیاه مدل در زیست‌شناسی گیاهی استفاده وسیعی می‌شود. این گیاه اولین گیاهی بود که تمام ژنوم آن توالی‌یابی شد.